# (2369) Чехов
(2369) Чехов (лат. Chekhov) — астероид в главном астероидном поясе. Открыт 4 апреля 1976 года советским астрономом Николаем Черных в Крымской астрофизической обсерватории и назван в честь русского писателя Антона Павловича Чехова.

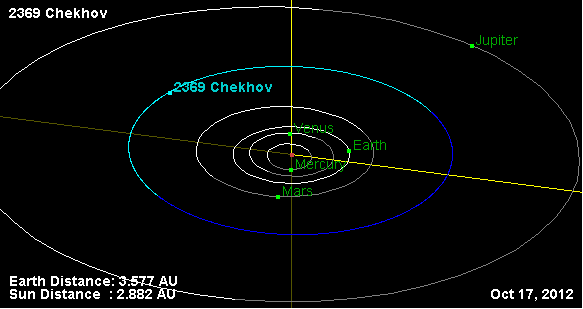
Орбита астероида Чехов и его положение в Солнечной системе